# ATP Challenger Jersey-2
Das ATP Challenger Jersey (offiziell: Caversham International) war ein Tennisturnier, das 2009 in Jersey, Vereinigtes Königreich stattfand. Es gehörte zur ATP Challenger Tour und wurde in der Halle auf Teppich gespielt.

## Liste der Sieger

### Einzel
| Jahr | Sieger          | Finalgegner     | Ergebnis      |
| ---- | --------------- | --------------- | ------------- |
| 2009 | Jarkko Nieminen | Stéphane Robert | 4:6, 6:1, 7:5 |

### Doppel
| Jahr | Sieger                           | Finalgegner                    | Ergebnis         |
| ---- | -------------------------------- | ------------------------------ | ---------------- |
| 2009 | Frederik Nielsen Joseph Sirianni | Henri Kontinen Jarkko Nieminen | 7:5, 3:6, [10:2] |